# دوچرخه‌سواری پیست

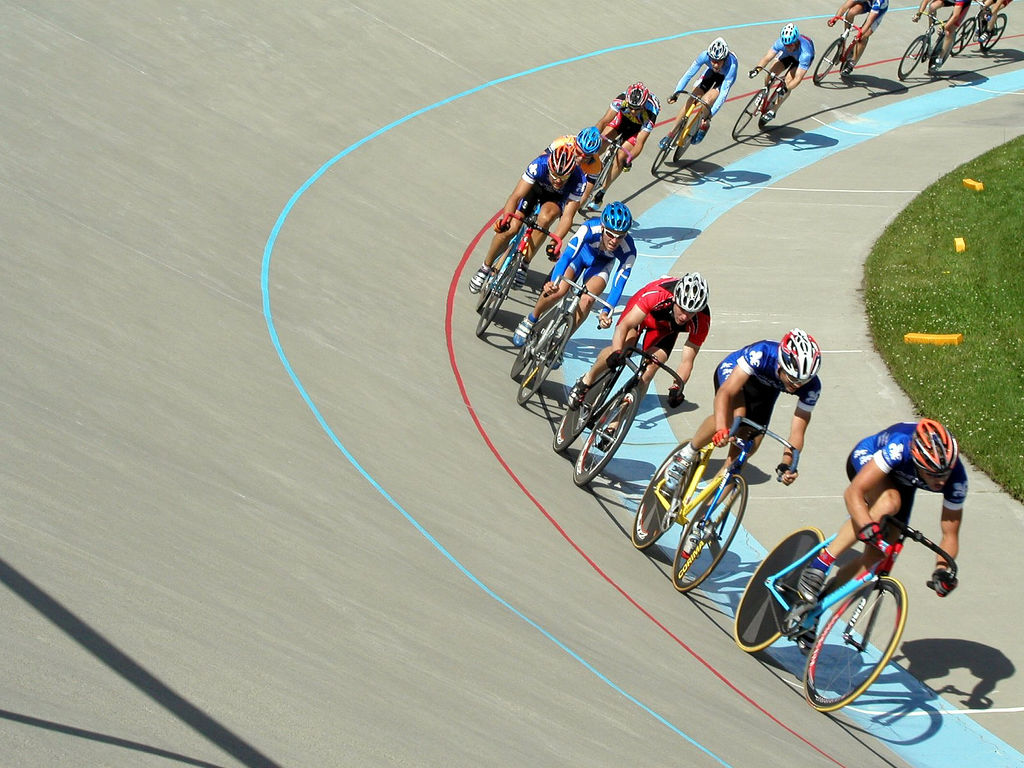
مسابقات دوچرخه‌سواری پیست - کانادا

 دوچرخه‌سواری پیست  از رشته‌های ورزش دوچرخه‌سواری است، این ورزش با استفاده از دوچرخه در پیست‌ها، ورزشگاه‌ها و سالن‌های مخصوص این رشته انجام می‌شود.
تاریخ انجام این ورزش به ۱۸۷۰ میلادی میرسد زمانی که دوچرخه تازه اختراع شده بود. کشور انگلستان از پیشگامان برگزاری و انجام دوچرخه‌سواری پیست است که در شهرهایی مانند بیرمنگام، شفیلد، لیورپول، منچستر و لندن مراکزی برای این رشته ایجاد شده بوده‌است.
دوچرخه‌سواری پیست از سال ۱۹۱۲ میلادی وارد مسابقات المپیک شده، همچنین مسابقات زنان این رشته نیز از سال ۱۹۸۸ به مسابقات المپیک اضافه شده‌است.

## مسابقات
مسابقات دوچرخه سواری پیست را می‌توان به سه خانواده تقسیم کرد:
- سرعت
  - اسپرینت (برگزاری در المپیک)
  - اسپرینت تیمی (برگزاری در المپیک)
  - دوچرخه‌سواری کیرین (برگزاری در المپیک)
- نیمه استقامت
  - تعقیبی انفرادی
  - تعقیبی تیمی
  - دور امتیازی
  - مدیسون
  - اسکرش
- سرعتی- استقامتی
  - اومنیوم (برگزاری در المپیک)

## نگارخانه

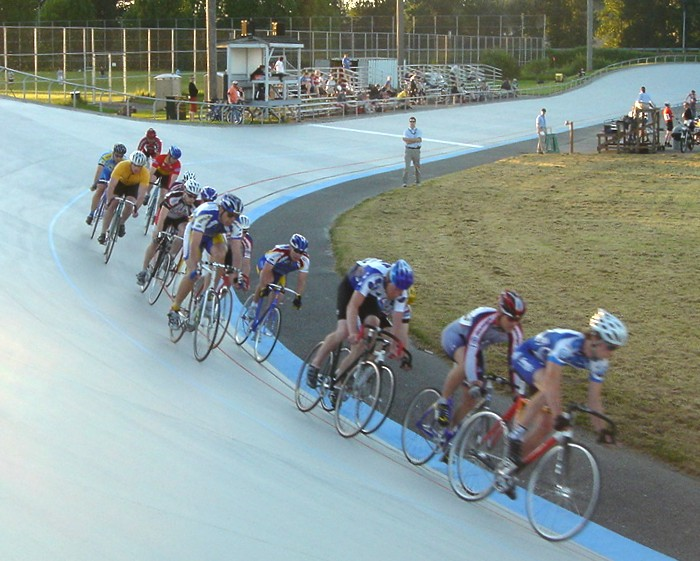
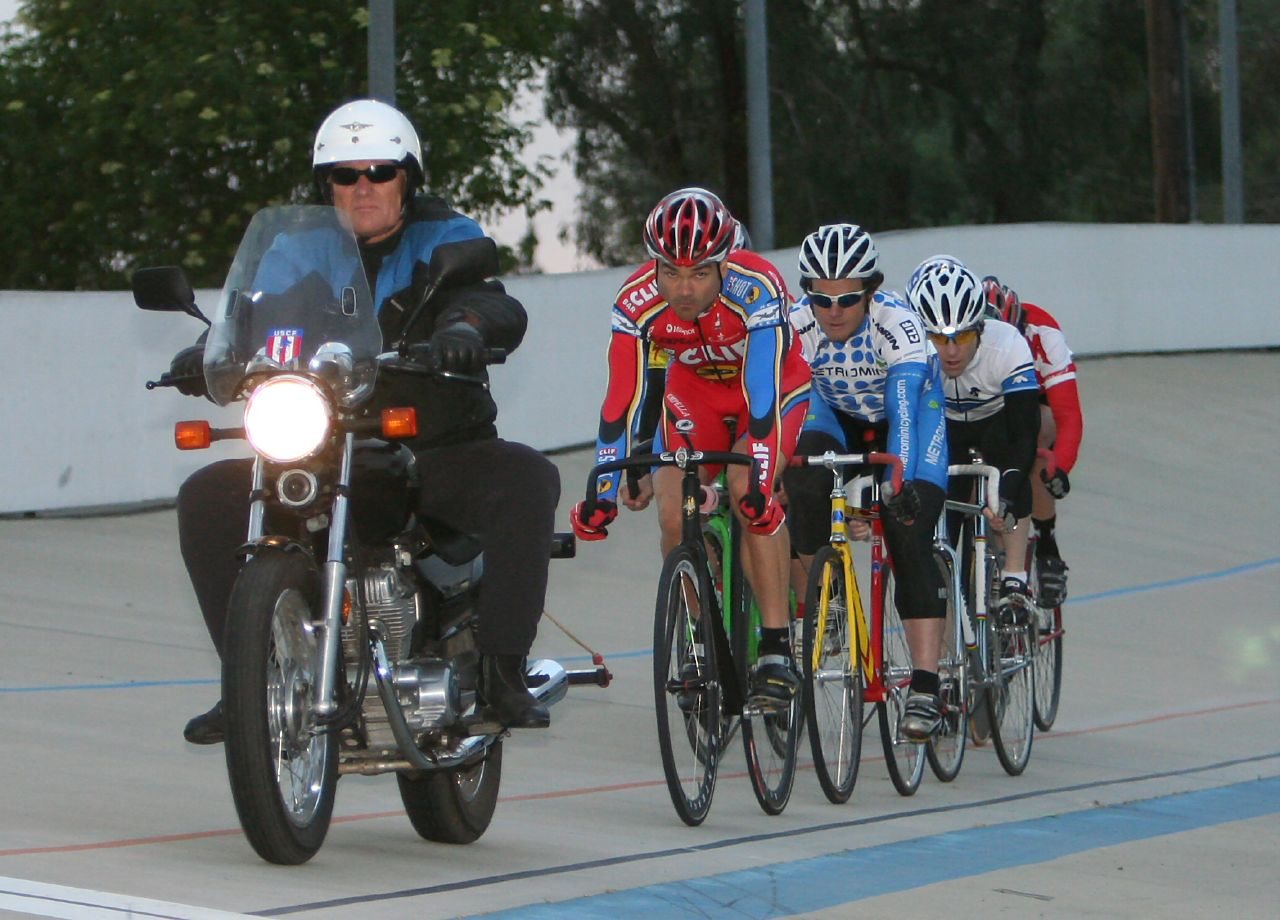
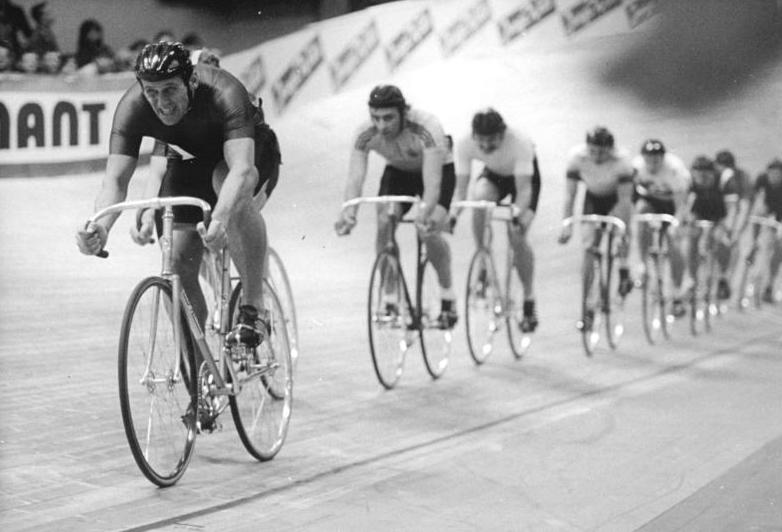

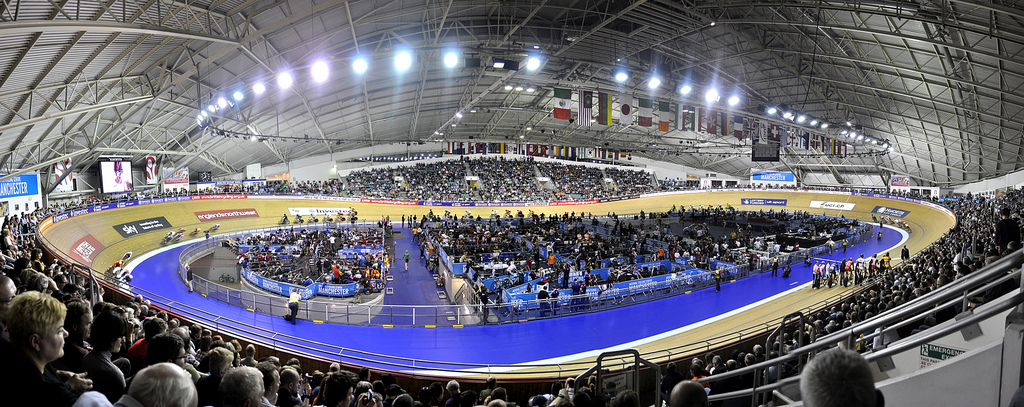